# Catherine Pibarot
Catherine Pibarot, född 6 juli 1967 i Tassin-la-Demi-Lune i Rhône, död den 28 mars 2010 i La Chaudière i Drôme, var en fransk handbollsspelare. Hon dog vid 43 års ålder efter en klättringsolycka i i Drôme.

## Karriär
Catherine Pibarot spelade för klubben ASU Lyon Vaulx en Velin under sin elitkarriär.  Hon spelade som vänsterback i klubblaget. Pibarot var också fransk landslagsspelare med 119 spelade landskamper och var lagkapten i landslaget. Efter handbollskarriären blev hon idrottslärare vid INSA Lyon. Hon spelade i landslaget på 1990-talet och deltog i medelhavsspelen 1991, 1993 och 1997 med det franska laget. Sista året hon spelade i de europeiska cuperna var 1999 enligt EHF men det året var hon inte med i det franska laget som blev silvermedaljörer vid VM 1999. Troligen spelade hon i landslaget från cirka 1990 till 1997/1998.